# Grana (petrografia)
Il termine grana viene usato in petrografia per indicare le dimensioni medie dei granuli o cristalli nelle rocce ignee, metamorfiche e sedimentarie chimiche. Nelle rocce sedimentarie clastiche e piroclastiche sono invece indicate in altro modo con apposite scale.

## Classificazione in base alla grana
- Grana fine: dimensioni medie dei granuli minori di 1 mm; nelle rocce ignee prive o povere di minerali femici viene anche definita aplitica;
- Grana media: dimensioni medie dei granuli tra 1 e 5 mm:
- Grana grossa: dimensioni medie dei granuli tra 5 e 20 mm;
- Grana molto grossa o pegmatitica: dimensioni medie dei granuli superiori ai 20 mm.

Per rocce con tessitura inequigranulare si possono usare termini intermedi (ad es. grana medio-fine).